# Abrã
Abrã ist eine Ortschaft und Gemeinde in Portugal.

## Geschichte
Vermutlich stammt der Ortsname aus dem arabischen Âbara, was in etwa Eingang oder Öffnung bedeutet. Die eigenständige Gemeinde Abrã wurde 1621 geschaffen und gehörte zum Kreis Alcanede. Seit dessen Auflösung 1855 ist Abrã eine Gemeinde des Kreises Santarém.

## Verwaltung
Abrã ist Sitz einer gleichnamigen Gemeinde (Freguesia) im Kreis (Concelho) von Santarém. In ihr leben 980 Einwohner auf einer Fläche von 22 km²  (Stand 19. April 2021).
Folgende Ortschaften liegen im Gemeindegebiet:
- Abrã
- Amiais de Cima
- Canal
- Cortiçal
- Vale Lourenço